# Axel Landquists park

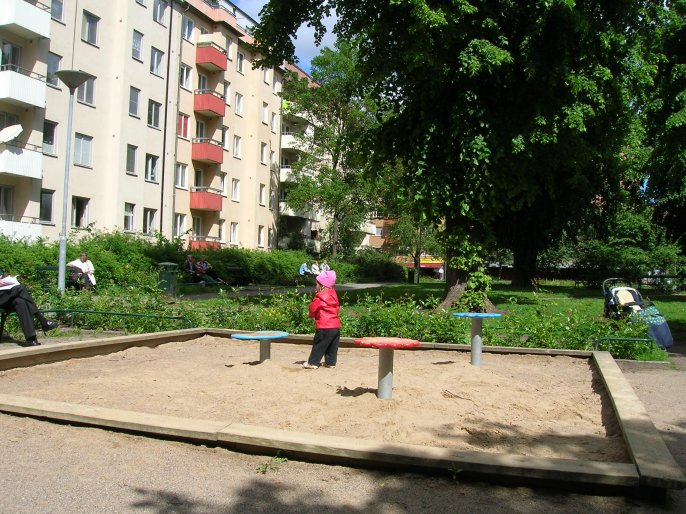
Axel Landquists park.

Axel Landquists park är en liten park på Södermalm i centrala Stockholm.
Parken ligger på Åsögatan 141–147, mellan Södermannagatan och Nytorgsgatan. Parken är cirka 80 × 30 meter stor. Här finns en lekplats. 
På platsen stod tidigare Åsö sjukhus. Axel Landquist levde 1843–1933 och var kyrkoherde i Katarina församling.

## I populärkulturen
Axel Landquists park förekommer även som titel på en av låtarna i Thåströms album Kärlek är för dom.